# Hydrauliczny system wtrysku paliwa
Hydrauliczny system wtrysku – obecnie jedyny, praktycznie stosowany system zasilania silnika wysokoprężnego. Praktycznie wyparł on pneumatyczny system wtrysku paliwa zastosowany przez Rudolfa Diesla w swoim silniku. Polega on na podawaniu paliwa pod odpowiednio dużym ciśnieniem (od ok. 200 do 2000 i więcej atm).
Spotyka się praktycznie cztery rozwiązania systemu hydraulicznego wtrysku paliwa. Należą do nich:
- pompa sekcyjna
- pompa rozdzielaczowa
- Pompowtryskiwacze
- common-rail
- Wtryskiwacz